# Zienken

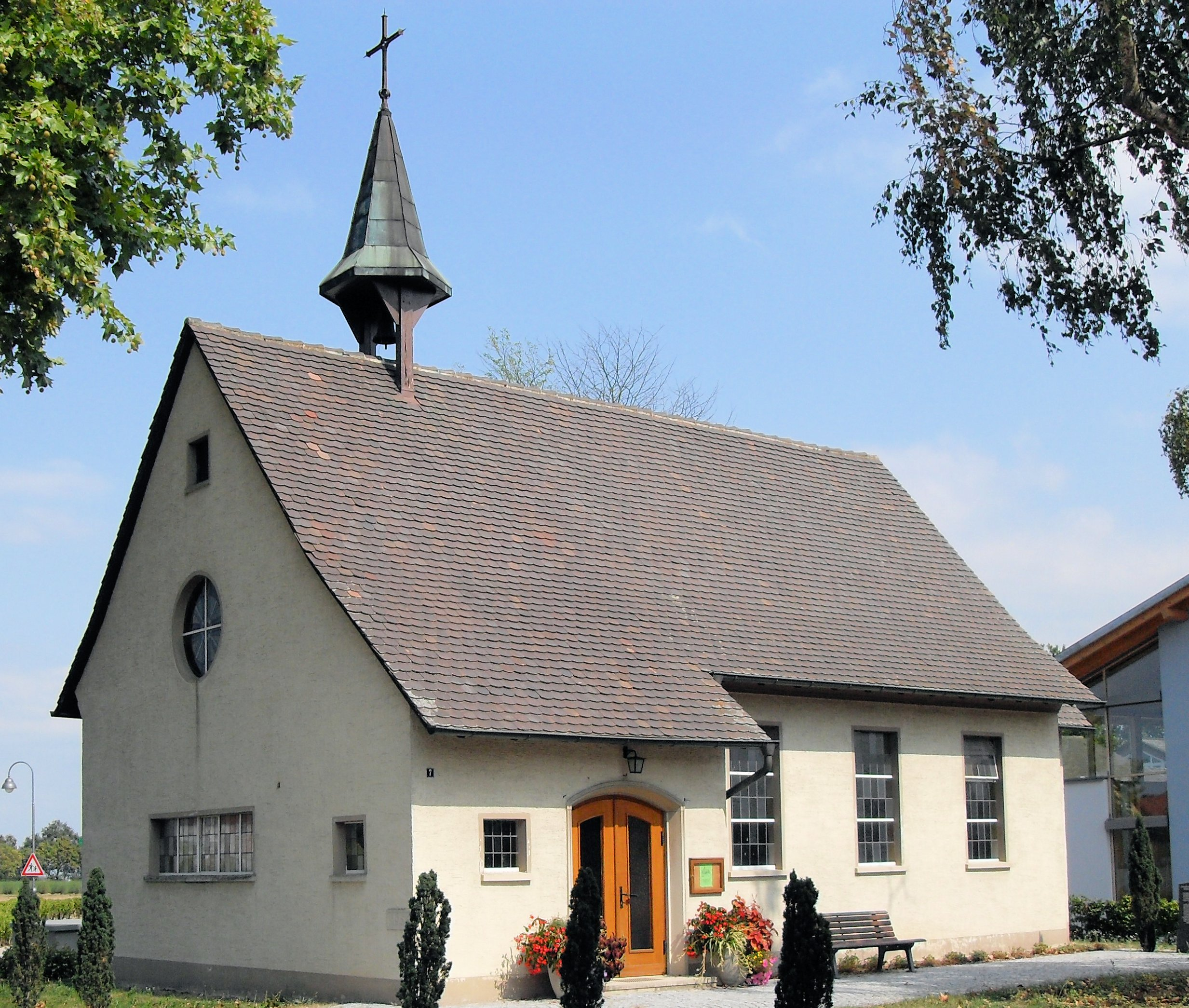
Christuskirche

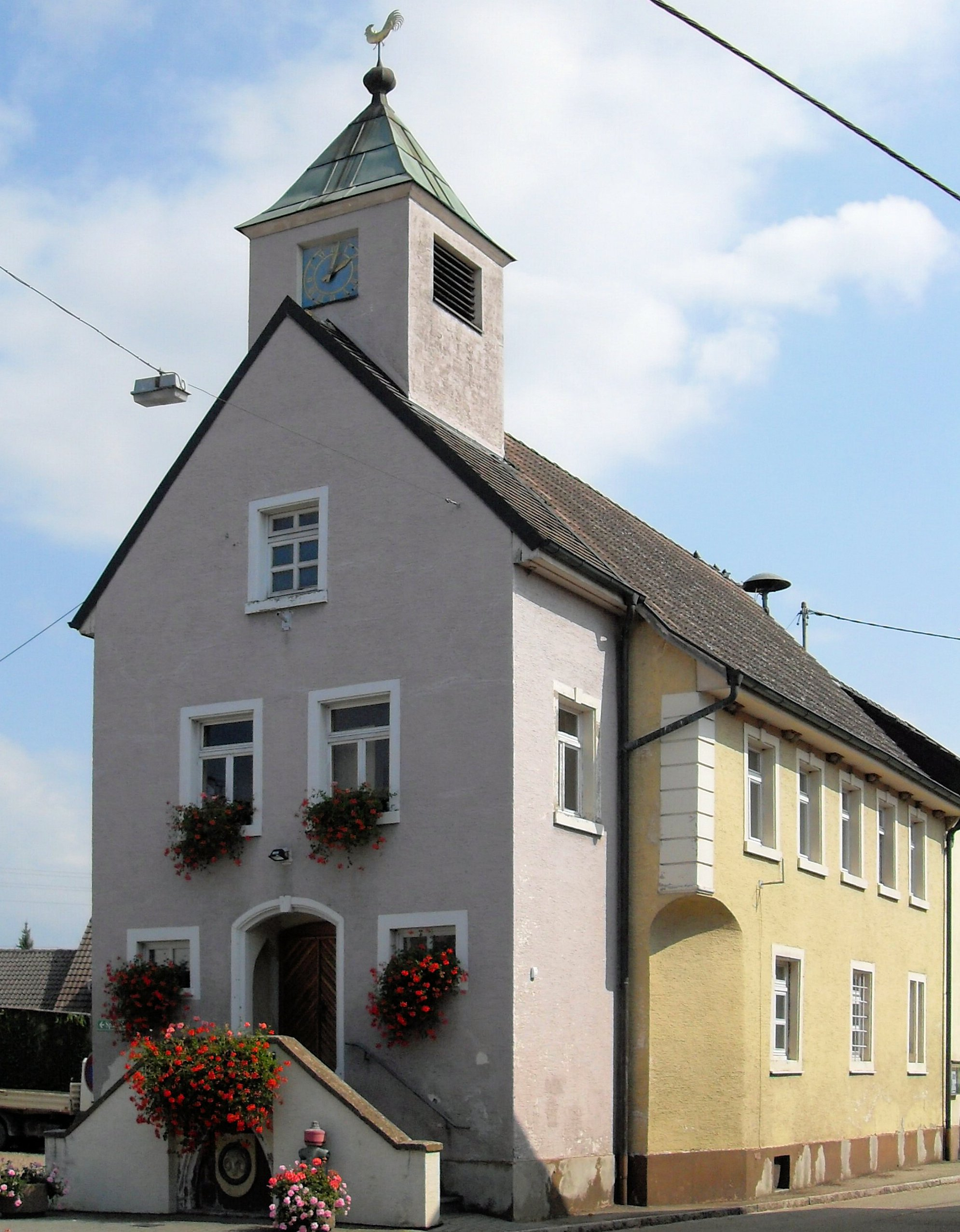
Altes Rathaus

Zienken ist ein Dorf im Markgräflerland in Baden-Württemberg, Zienken hat 935 Einwohner. Bis zur Eingemeindung im Jahr 1971 in die Stadt Neuenburg am Rhein war Zienken eine selbstständige Gemeinde.

## Geografie
Das Dorf liegt drei Kilometer nördlich des Neuenburger Stadtzentrums, unweit des Altrheins.

## Geschichte
1251 wird der Ort erstmals als Zuinkon in einer Urkunde genannt. In einer weiteren Urkunde aus dem Jahre 1360 wird eine Kirche Zünkon in decanatu Newenburg genannt. Über Zünckheim (1493) und Zeünken (1560) entwickelte sich der Name zum heutigen Zienken.
Am 1. Dezember 1971 wurde Zienken in die Stadt Neuenburg eingegliedert. Bis zu dessen Auflösung am 1. Januar 1973 war Zienken Teil des Landkreises Müllheim. Letzter Bürgermeister des Dorfes war Fritz Kaltenbach.

## Sehenswürdigkeiten
- Christuskirche
- ehemaliges Rathaus, heute teilweise Versammlungsraum für örtliche Vereine

## Wappen
Blasonierung: In Blau ein golden gehörnter silberner Widderkopf im Visier, umgeben von einem goldenen Ährenkranz.